# Кара Михал (село)
Кара Михал е село в Североизточна България. То се намира в община Самуил, област Разград.